# Sabicea batesii
Sabicea batesii är en måreväxtart som beskrevs av Herbert Fuller Wernham. Sabicea batesii ingår i släktet Sabicea och familjen måreväxter. IUCN kategoriserar arten globalt som sårbar. Inga underarter finns listade i Catalogue of Life.